# LP

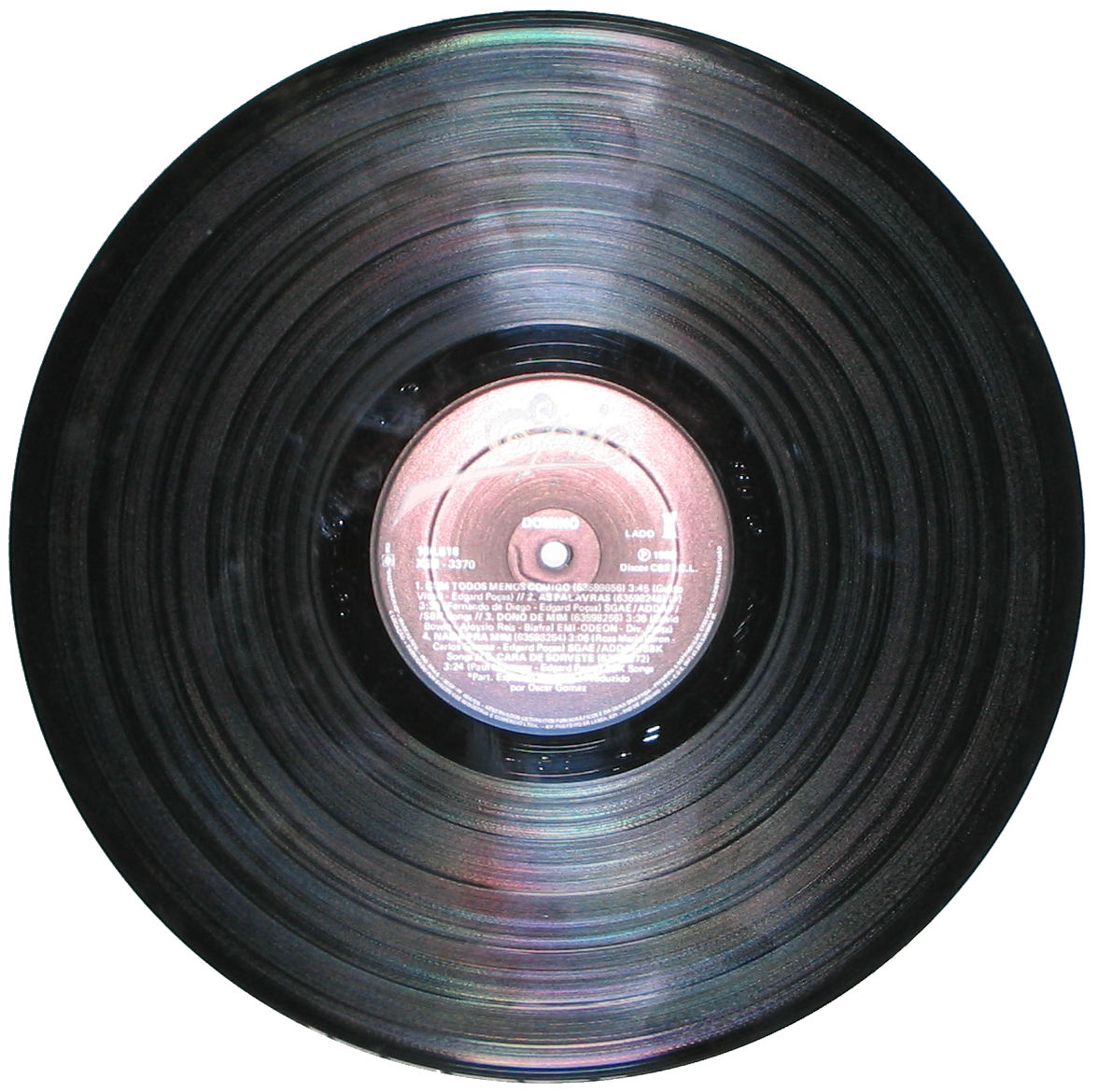
Довгогральна платівка (LP) з написом у центрі

Довгогральна платівка (англ. long play, LP від long-playing — довгогральний).
У звукозаписі — формат звукозапису на грамплатівках для відтворення зі швидкістю обертання диска 33⅓ об/хв; забезпечує набагато триваліше відтворення, ніж формат із меншою щільністю запису, розрахований на швидкість обертання 78 об/хв. Також — грамплатівка (звичайно 12-дюймова), записана в такому форматі («довгогральна платівка»). 
У відеозаписі — формат відеозапису на меншій за звичайну швидкості руху стрічки, що забезпечує довше відтворення за рахунок деякого зниження якості зображення.